# Tangor
O tangor é um citrino híbrido da laranja mandarina (tangerina, Citrus reticulata) e da laranja doce (Citrus sinensis). O nome "tangor" é uma formação do "Tang", de Tangerina e o "or" da palavra laranja em inglês, orange. É confundido muita das vezes com uma laranja normal. Os tangores mais conhecidos são :
- King ou "Rei do Sião" (Citrus nobilis Lour., 1790)
- Murcott
- Ortanique